# Hérculez Gómez
Hérculez Gómez Hurtado (6 de abril de 1982; Los Ángeles, California) es un exfutbolista y actual periodista deportivo y comentarista deportivo estadounidense que jugaba como delantero. Su último club fue el Seattle Sounders FC de la Major League Soccer. Actualmente trabaja para la cadena ESPN.
Creció en Las Vegas, Nevada, donde jugó al fútbol para la Escuela Secundaria de Las Vegas y Neusport FC, un club juvenil de Henderson, un suburbio de Las Vegas.
El 6 de agosto de 2012 el estado de Nevada en los Estados Unidos proclamó el 6 de abril como el "Día de Hérculez Gómez".

## Trayectoria

### Juveniles
Gómez comenzó su carrera futbolística en 2001 con el equipo juvenil del Cruz Azul de la Primera División de México. Fue transferido al año siguiente al Águilas Blancas de Tepeaca en el estado de Puebla, equipo de la Segunda División. La temporada siguiente, fue transferido a otro equipo de la liga de ascenso  con Alacranes de Durango.

### San Diego Gauchos
Luego de las posibilidades de jugar en Durango eran escasas para él, se unió a los Gauchos de San Diego de la USL Premier Development League en 2002, donde se destacó, anotando 17 goles en 17 partidos. El personal de Los Angeles Galaxy se fijó en él durante un partido amistoso y se unió al equipo en septiembre.

### En las ligas estadounidenses
Herculez se unió al ahora desaparecido San Diego Soccers de la Major Indoor Soccer League. Regresó al Galaxy para la temporada de 2005, sobre un contrato de desarrollo, pero jugó lo suficientemente bien como para hacer que el primer equipo. Su gran oportunidad llegó cuando Landon Donovan fue llamado a la selección nacional. La ausencia de Donovan le dio a Gómez más oportunidades de ser titular, y fue capaz de brillar como goleador. 
Marcó el gol de la victoria en la final de la US Open Cup, y luego ayudó al Galaxy a ganar la Copa de la MLS en 2005. Gómez terminó la temporada 2005 con 18 goles para el Galaxy (en todos los partidos), y fue votado por los medios de comunicación de Los Ángeles como el Jugador Más Valioso del Año. 
A principios de la temporada 2006, Gómez perdió la confianza del entonces técnico Steve Sampson. Sampson utilizó a Gómez como centrocampista y luego lo mandó a la banca por completo. Después de la salida de Sampson del equipo, Gómez anotó varias veces con el nuevo entrenador, Frank Yallop, y terminó la temporada con cinco goles. 
El 1 de diciembre de 2006, Gómez fue traspasado a los Colorado Rapids junto con Ugo Ihemelu a cambio de Joe Cannon. Él anotó el primer gol en la historia de Dick's Sporting Goods Park en su primer partido en Colorado en la victoria de 2-1 sobre el DC United el 7 de abril de 2007. 
El 3 de septiembre de 2008, Gómez fue traspasado a los Kansas City Wizards en el MLS SuperDraft. Su primer gol con los Wizards fue el gol de la victoria el tiempo de descuento en un partido contra San Jose Earthquakes.

### En el fútbol mexicano
Gómez firmó con el club mexicano Puebla FC en enero de 2010, equipo con el cual llegó a igualar en goles con Javier Hernández de Chivas, además del peruano Johan Fano de Atlante.
Tras este torneo, el club Pachuca decidió hacerse de los servicios del delantero, con quienes jugó durante un año teniendo un discreto desempeño, al no tener muchos minutos de juego. Al término de la temporada, Pachuca puso a casi toda su nómina en la lista de transferibles, incluyendo a Gómez, quien sería transferido a Estudiantes Tecos para el Torneo Apertura 2011. Goméz terminó el torneo anotando 7 tantos en la temporada.
El 5 de diciembre se oficializó el traspaso del delantero al Santos Laguna, con el cual se destacó, especialmente en la CONCACAF Liga Campeones, anotando 6 goles en 6 presentaciones.
El 4 de junio de 2013 Gómez fichó con el Club Tijuana, uniéndose de esa manera a sus compañeros de la selección Edgar Castillo y Joe Corona, pero tuvo una lesión que lo marginó algunos meses. El 26 de septiembre de 2013 debutó en un partido oficial con Xolos marcando un hat-trick en la victoria de 6-0 ante el Club Deportivo Victoria en la fase de grupos de la Concachampions. 
En 2014 es cedido a préstamo a los Tigres de la UANL, destacó por marcarle gol a Rayados en su primer clásico norteño y llegando a la final para después perderla contra el América. Luego de su etapa por los felinos, volvió a Puebla donde disputaría un torneo más. En la Copa MX se proclamó campeón de goleo anotando dianas importantes para el título conseguido por los camoteros y clasificándose a la Copa Libertadores por primera vez en su historia.

### Regreso a la Major League Soccer
El 7 de agosto de 2015, Gómez regresó al fútbol de la Major League Soccer, fichando con el Toronto FC de Canadá.

## Selección nacional
Gómez fue seleccionado para participar con los Estados Unidos en la Copa América 2007, debutando primero como sustituto en el segundo tiempo en el partido contra Argentina y como titular en el partido contra Colombia.
También fue incluido en la lista de 23 seleccionados de Estados Unidos que disputaron el Mundial de Fútbol en Sudáfrica, pero teniendo poca participación.
En mayo de 2012 fue llamado después de casi dos años a la selección mayor, volvió a jugar el 26 de mayo de 2012, entrando en el segundo tiempo en un partido amistoso contra Escocia. Volvió a anotar días después en un partido amistoso contra Brasil. El 11 de septiembre de 2012, Gómez anotó un gol de tiro libre para darle la victoria a los Estados Unidos sobre Jamaica en un importante partido clasificatorio a la Copa Mundial de Fútbol de 2014.
El 27 de junio de 2013, luego de recuperarse de una lesión que lo dejó fuera de tres partidos clasificatorios a Brasil en 2013, fue incluido en la lista final de 23 jugadores que representaron a Estados Unidos en la Copa de Oro de la Concacaf de ese año. No obstante, debido a compromisos con su club, fue uno de los cuatro jugadores que fueron reemplazados para la segunda parte del torneo, quedando liberado el 17 de julio, dos días después del último partido por la fase de grupos frente a Costa Rica.

### Participaciones en Copas del Mundo
| Mundial                        | Sede      | Resultado        |
| ------------------------------ | --------- | ---------------- |
| Copa Mundial de Fútbol de 2010 | Sudáfrica | Octavos de final |

### Goles con la selección nacional
Actualizado al 6 de julio de 2013.
| #   | Fecha                    | Lugar                                    | Oponente          | Gol(es) | Resultado | Competición                |
| --- | ------------------------ | ---------------------------------------- | ----------------- | ------- | --------- | -------------------------- |
| 01. | 25 de mayo de 2010       | Rentschler Field, East Hartford, EE. UU. | República Checa   | 2 – 2   | 2 – 4     | Amistoso                   |
| 02. | 5 de junio de 2010       | Ruimsig Stadium, Roodepoort, Sudáfrica   | Australia         | 3 – 1   | 3 – 1     | Amistoso                   |
| 03. | 30 de mayo de 2011       | FedEx Field, Landover, EE. UU.           | Brasil            | 1 – 2   | 1 – 4     | Amistoso                   |
| 04. | 8 de junio de 2012       | Raymond James Stadium, Tampa, EE. UU.    | Antigua y Barbuda | 3 – 1   | 3 – 1     | Eliminatorias Mundial 2014 |
| 05. | 11 de septiembre de 2012 | Columbus Crew Stadium, Columbus, EE. UU. | Jamaica           | 1 – 0   | 1 – 0     | Eliminatorias Mundial 2014 |
| 06. | 5 de julio de 2013       | Estadio Qualcomm, San Diego, EE. UU.     | Guatemala         | 1 – 0   | 6 – 0     | Amistoso                   |

## Clubes
| Club                 | País           | Año         | PJ | Goles |
| -------------------- | -------------- | ----------- | -- | ----- |
| Alacranes de Durango | México         | 2001        | 17 | 2     |
| San Diego Gauchos    | Estados Unidos | 2002        | 17 | 17    |
| San Diego Soccers    | Estados Unidos | 2003        | 10 | 5     |
| Seattle Sounders     | Estados Unidos | 2003        | 17 | 1     |
| Los Angeles Galaxy   | Estados Unidos | 2003 - 2006 | 53 | 16    |
| Colorado Rapids      | Estados Unidos | 2007 - 2008 | 33 | 6     |
| Kansas City Wizards  | Estados Unidos | 2008 - 2009 | 34 | 1     |
| Puebla               | México         | 2010        | 15 | 10    |
| Pachuca              | México         | 2010 - 2011 | 29 | 5     |
| Estudiantes Tecos    | México         | 2011        | 16 | 7     |
| Santos Laguna        | México         | 2012 - 2013 | 45 | 13    |
| Tijuana              | México         | 2013 - 2014 | 21 | 3     |
| Tigres UANL          | México         | 2014        | 8  | 3     |
| Puebla               | México         | 2015        | 26 | 6     |
| Toronto              | Canadá         | 2015        | 9  | 3     |
| Seattle Sounders     | Estados Unidos | 2016 - 2017 | 7  | 4     |

## Palmarés

### Campeonatos nacionales
| Título                     | Club               | País           | Año           |
| -------------------------- | ------------------ | -------------- | ------------- |
| Copa MLS                   | Los Angeles Galaxy | Estados Unidos | 2005          |
| Primera División de México | Santos Laguna      | México         | Clausura 2012 |
| Copa MX                    | Puebla FC          | México         | Clausura 2015 |
| Copa MLS                   | Seattle Sounders   | Estados Unidos | 2016          |

### Distinciones individuales
| Distinción                                | Club      | Año  |
| ----------------------------------------- | --------- | ---- |
| Campeón de goleo (empatado) de la Liga MX | Puebla FC | 2010 |
| Campeón de goleo de la Copa MX            | Puebla FC | 2015 |